# Petra Ehlert
Petra Ehlert (* 28. Oktober 1966 in Eisenach; † 2. März 2021 in Dresden) war eine deutsche Schauspielerin.

## Leben
Petra Ehlert wuchs in Dresden auf. Sie absolvierte von 1986 bis 1990 eine Schauspielausbildung an der Theaterhochschule Leipzig „Hans Otto“ in Leipzig. Sie war ab 1990 am Neuen Theater in Halle engagiert. Ihre wichtigsten Rollen dort: Die „Maria“ im Prozeß von Schamgorod, die „Marthe Rull“ in Der zerbrochne Krug, „Shen Te“/„Schui Ta“ in Der gute Mensch von Sezuan und die „jüdische Mutter“ in Kindertransport. Petra Ehlert arbeitete zudem als Dozentin für Schauspiel an der Hochschule für Musik und Theater „Felix Mendelssohn Bartholdy“ in Leipzig und an der Theaterakademie Sachsen. Für das Vorarlberger Landestheater stand sie als „Beth“ in Freunde zum Essen von Donald Margulies auf der Bühne.
Petra Ehlert stand zudem in Fernsehproduktionen wie Polizeiruf 110 oder Tatort vor der Kamera. Bundesweit bekannt wurde Petra Ehlert durch den Film Superstau von 1991. Hier spielte sie die resolute Viola Pippig aus Ostdeutschland. In Volker Schlöndorffs Die Stille nach dem Schuss aus dem Jahr 2000 war sie in einer Nebenrolle zu sehen.
Petra Ehlert starb am 2. März 2021 nach langer schwerer Krankheit.

## Theater (Engagements)
- neues theater Halle
- Vorarlberger Landestheater in Bregenz

## Filmografie
- 1991: Superstau
- 1993: Polizeiruf 110: In Erinnerung an …
- 1994: Tatort: Laura mein Engel
- 1995: Polizeiruf 110: Schwelbrand
- 1995: Polizeiruf 110: Grawes letzter Fall
- 2000: Die Stille nach dem Schuss
- 2005: Polizeiruf 110: Die Tote aus der Saale
- 2012: Polizeiruf 110: Raubvögel